# Топонимия Чечено-Ингушетии
«Топони́мия Чече́но-Ингуше́тии» (в поздних переизданиях «Топони́мия Чечни́») — основной труд чеченского исследователя-краеведа А. С. Сулейманова, впервые опубликованный четырьмя частями с 1976 по 1985 год. Работа не является академическим исследованием, признанным официальной наукой, но на сегодняшний день представляет собой наиболее полное описание топонимии Чечни и Ингушетии, а также вайнахских этногрупп-обществ, проживавших/проживающих на этой территории.

## История создания
Автор «Топонимии Чечено-Ингушетии» — краевед А. С. Сулейманов — не являлся представителем официальной науки. По сообщениям писателя Х.-А. Берсанова, интерес к топонимии Чечни и Ингушетии у А. С. Сулейманова возник ещё в Казахстане, где он, как и большинство вайнахов, оказался в результате депортации чеченцев и ингушей 1944 года. Х.-А. Берсанов описывал случай, произошедший с А. С. Сулеймановым когда он учился в Семипалатинском государственном педагогическом институте и туда приехал некий профессор из Москвы: «Ахмад слушал его и думал о своём, о том, что тревожило его уже много лет, с тех пор, как он был оторван от родной земли. Когда профессор закончил читать лекцию, Ахмад задал ему вопрос: „Уважаемый профессор! Какая наука может доказать, что данный этнос является хозяином своей земли?“. „Есть такая наука, молодой человек, — ответил профессор. — Она называется топонимия. Эта наука утверждает, что человек обязательно оставляет свои следы там, где живёт, в названиях сёл, рек, холмов, святилищ.“».
Воспоминания Зайнап Сулеймановой (дочь автора):

«Он [А. С. Сулейманов] ставил на краю села палатку и жил там, пока собирал материал. Сельчане звали его к себе. Но он не любил создавать никому проблемы. Люди приносили ему горячие чӏепалгаш, другую еду. В одном селе ему даже подарили живую овцу.»
 — «Судьбы учёных (Сборник документальных очерков)», 2014.
Вероятно, после этого молодой А. С. Сулейманов и начал собирать материалы для своей будущей работы. В те годы он думал, что ссылка для вайнахов в Среднюю Азию это надолго. Уже тогда А. С. Сулейманов начал встречаться с ссыльными стариками, спрашивать у них и записывать названия различных вайнахских топонимов, пытался вникнуть в их этимологию. После возвращения на родину А. С. Сулейманов продолжил по собственной инициативе заниматься вопросами изучения топонимии Чечни и Ингушетии — он совершал самостоятельные пешие экспедиции, в которых собирал материал для своего труда. Изыскания А. С. Сулейманова пришлись на 2-ю половину XX века и в общей сложности продолжались более 20 лет. Результатом этих многолетних полевых работ исследователя и стала «Топонимия Чечено-Ингушетии» — основной труд А. С. Сулейманова, состоящий из четырёх частей.

## Первая публикация
Первоначально работа была опубликована в городе Грозном в Чечено-Ингушском книжном издательстве в 1976 году — 1-я часть, 1978 году — 2-я часть, 1980 году — 3-я часть и 1985 году — 4-я часть (тираж — 5000 экземпляров каждая часть). Собранные в этом труде сведения представляют большой интерес для кавказоведения и затрагивают вопросы, касающиеся сразу целого ряда наук: истории, этнографии, лингвистики, археологии и других. В 1995 году «Топонимия» удостоена Государственной премии Чеченской Республики Ичкерия, но до читателей издание 1995 года дойти не успело — тираж был уничтожен в результате боевых действий.

## Цель работы
Труд А. С. Сулейманова, как пишет сам автор, посвящён проблемам топонимики — разделу лексикологии, изучающей географические названия. Однако, в «Топонимии Чечено-Ингушетии» также затрагиваются и многие другие вопросы: например антропонимики и, в значительной части, этнонимики (в современной научной систематике эти дисциплины, вместе с топонимикой, относят к разделам ономастики). Изучение этих лингвистических дисциплин даёт науке много материала для освещения неясных моментов быта и истории народов, особенно в период когда какой-либо народ являлся бесписьменным. К таковым бесписьменным народам и относят средневековых вайнахов — предков современных ингушей и чеченцев, описанных в «Топонимии Чечено-Ингушетии».
По словам А. С. Сулейманова, в период написания его работы, жители нагорной Чечни и Ингушетии, исключая её восточную часть, переселялись на равнину — так называемую «плоскость». Причиной учёный называет отсутствие удобных дорог, сложности в использовании сельскохозяйственной и другой техники. А. С. Сулейманов в предисловии к первому изданию своего труда сетует, что «старые аулы заброшены и от них остаются руины…, в связи с этим топонимические названия забываются, всё меньше становится людей старшего поколения, „знающих всё“ и „помнящих всё“». Записывая огромное количество топонимических названий на территории проживания вайнахов, учёный преследовал цель сохранить их и, по возможности, объяснить этимологию этих названий.